# Guitar Heaven: Santana Performs the Greatest Guitar Classics of All Time
Guitar Heaven: Santana Performs the Greatest Guitar Classics of All Time – album studyjny zespołu Santana. Wydawnictwo ukazało się 21 września 2010 roku nakładem wytwórni muzycznej Arista Records.
Płyta dotarła do 1. miejsca listy OLiS w Polsce i uzyskała certyfikat platynowej.

## Lista utworów
Opracowano na podstawie materiału źródłowego.
1. „Whole Lotta Love” (gośc. Chris Cornell) – 3:51
2. „Can’t You Hear Me Knocking” (gośc. Scott Weiland) – 5:38
3. „Sunshine of Your Love” (gośc. Rob Thomas) – 4:43
4. „While My Guitar Gently Weeps” (gośc. India.Arie, Yo-Yo Ma) – 6:02
5. „Photograph” (gośc. Chris Daughtry) – 4:04
6. „Back in Black” (gośc. Nas, Robyn Troup) – 4:20
7. „Riders on the Storm” (gośc. Chester Bennington, Ray Manzarek) – 5:23
8. „Smoke on the Water” (gośc. Jacoby Shaddix) – 5:06
9. „Dance the Night Away” (gośc. Patrick Monahan) – 3:23
10. „Bang a Gong” (gośc. Gavin Rossdale) – 3:41
11. „Little Wing” (gośc. Joe Cocker) – 4:52
12. „I Ain’t Superstitious” (gośc. Jonny Lang) – 3:56

Bonus
1. „Fortunate Son” (gośc. Scott Stapp) – 3:45
2. „Under the Bridge” (gośc. Andy Vargas) – 5:09

## Listy sprzedaży
| Lista           | Kraj              | Pozycja |
| --------------- | ----------------- | ------- |
| Billboard 200   | Stany Zjednoczone | 5       |
| OLiS            | Polska            | 1       |
| UK Albums Chart | Wielka Brytania   | 15      |